# Morbid Saint
Morbid Saint — метал-группа из США (Sheboygan, штат Висконсин), образованная басистом/вокалистом Тони Палетти (англ. Tony Paletti), гитаристом/вокалистом Джеем Виссером (англ. Jay Visser), ведущим вокалистом Пэтом Линдом (англ. Pat Lind), барабанщиком/вокалистом Ли Рейнолдсом (англ. Lee Reynolds) и гитаристом/вокалистом Джимом Фергадесом (англ. Jim Fergades).
Группа играла трэш-метал старой школы с некоторыми элементами дэт-метала (например, очень агрессивный вокал).
За всю свою историю коллектив записал одну (известную) демозапись, один полноформатный студийный альбом, и доступный материал для второго невышедшего альбома.
Продюсером группы был довольно известный Эрик Грейф (англ. en:Eric Greif), который также продюсировал Motley Crue и Death.

## Истоки музыки и влияние на жанр
В интервью 2006 года Брэдли Смита Архивная копия от 3 февраля 2008 на Wayback Machine Тони Палетти заявил, что группа играла музыку, особенно не задумываясь о её классификации. Как результат, гитары и ударные получились похожими на оные у Slayer, а игра Тони Палетти без плектра чем-то напоминает Iron Maiden и Mercyful Fate. Вокал Пэта Линда звучал как „более сырое и злое воплощение вокала группы Kreator“. Джим Фергарес как-то сказал, что группа просто играет „злой метал“ (англ. „Evil Metal“). Такая комбинация сразу выделяла группу из множества трэш-метал-коллективов восьмидесятых.
Единственный полноформатный альбом группы Spectrum of Death был очень хорошо воспринят критиками и фанатами  Архивная копия от 28 января 2008 на Wayback Machine, единственным недостатком назывался «сырой» звук альбома. За оригинальные скоростные риффы, мощные ударные, агрессивный вокал и общую концепцию Spectrum of Death нередко ставится в один ряд с поистине легендарными альбомами трэш-метала, такими как Master of Puppets (Metallica), Reign in Blood (Slayer), Darkness Descends (Dark Angel), Peace Sells… But Who's Buying? (Megadeth) и так далее.

## Составы группы

### Последний известный состав
- Пэт Линд (Pat Lind) — вокал
- Джей Виссер (Jay Visser) — гитара
- Джим Фергадес (Jim Fergades) — гитара
- Гари Бэймел (Gary Beimel) — бас-гитара
- Ли Рейнолдс (Lee Reynolds) — ударные

### Бывшие участники
- Тони Палетти (Toni Paletti) — бас-гитара
- Майк Чаппа (Mike Chappa) — бас-гитара
- Боб Синьякович (Bob Sinjakovic) — вокал

## Дискография

### Студийные альбомы
- Spectrum of Death (1990)
- Destruction System (2015)
- Swallowed by Hell (2024)

### Демо
- Lock Up Your Children (1988)
- Destruction System (1992)
- The Black Tape (1993)

### Сборники
- Thrashaholic (2012)

### Конецертные альбомы
- Beyond the States of Hell (2014)